# Spiesia subverticillaris
Spiesia subverticillaris là một loài thực vật có hoa trong họ Đậu. Loài này được (C. Meyer ex Ledebour) Kuntze miêu tả khoa học đầu tiên năm 1891.